# Ludmilla van Polen
Wierchoslawa Ludmilla van Polen (circa 1153 - circa 1223) was een Poolse prinses uit het huis Piasten. Via haar huwelijk was ze van 1205 tot 1206 hertogin-gemalin van Opper-Lotharingen.

## Levensloop
Ze was de tweede dochter en vierde kind van Mieszko III, hertog van Groot-Polen en van 1173 tot 1177 groothertog van Polen, en diens eerste gemalin Elisabeth van Hongarije.
Rond 1167 huwde ze met Ferry I, graaf van Bitche en tweede zoon van hertog Mattheus I van Lotharingen. Het huwelijk werd geregeld door de oom van Frederik langs moederskant, keizer Frederik I Barbarossa van het Heilig Roomse Rijk, tijdens diens bezoek in Polen. Ludmilla en Ferry kregen volgende kinderen:
- Ferry II (-1213), hertog van Lotharingen
- Diederik (-voor 1244), heer van Autigny
- Hendrik, bouwde het kasteel van Bayon
- Simon (-voor 1200), werd vermoord
- Filips (-1243), heer van Gerbéviller
- Mattheus (1170-1217), bisschop van Toul
- Agatha (-1242), abdis in de Abdij van Remiremont
- Judith (-1245), huwde met graaf Hendrik II van Salm
- Hedwig (-1228), huwde met graaf Hendrik I van Zweibrücken
- Cunegonde (-voor 1213), huwde met hertog Walram III van Limburg

In Lotharingen was Ludmilla diegene die voor de contacten tussen de Poolse en de Franse adel zorgde. Na jarenlange conflicten tussen haar echtgenoot Ferry en diens broer, hertog Simon II van Lotharingen, trad Simon II in 1205 af en trok hij zich terug in een klooster. Daarop werd Ferry I hertog van Lotharingen en Ludmilla diens hertogin-gemalin. De regeerperiode van haar man duurde echter niet lang, omdat Ferry I in 1206 stierf. Daarna keerde Ludmilla terug naar Polen, waar ze rond het jaar 1223 overleed.